# Eagris
Eagris är ett släkte av fjärilar. Eagris ingår i familjen tjockhuvuden.

## Dottertaxa tillEagris, i alfabetisk ordning[1]
- Eagris albiventer
- Eagris aldabranus
- Eagris andracne
- Eagris astoria
- Eagris aurivilli
- Eagris birgitta
- Eagris comorana
- Eagris decastigma
- Eagris decolor
- Eagris denuba
- Eagris epira
- Eagris flavipalpis
- Eagris fuscosa
- Eagris hereus
- Eagris hyalinata
- Eagris kayonza
- Eagris knysna
- Eagris lucetia
- Eagris maheta
- Eagris mauritiana
- Eagris melancholica
- Eagris nottoana
- Eagris obliterata
- Eagris obscura
- Eagris ochreana
- Eagris phyllophyla
- Eagris plicata
- Eagris purpura
- Eagris quadrimaculata
- Eagris quaterna
- Eagris sabadius
- Eagris smithii
- Eagris subalbida
- Eagris subolivescens
- Eagris tetrastigma
- Eagris theclides
- Eagris tigris
- Eagris tristifica